# 克尔 (西班牙)
克尔，是西班牙卡斯蒂利亚-拉曼恰瓜达拉哈拉省的一个市镇。总面积15平方公里，总人口76人（2001年），人口密度5人/平方公里。